# Polipy nosa

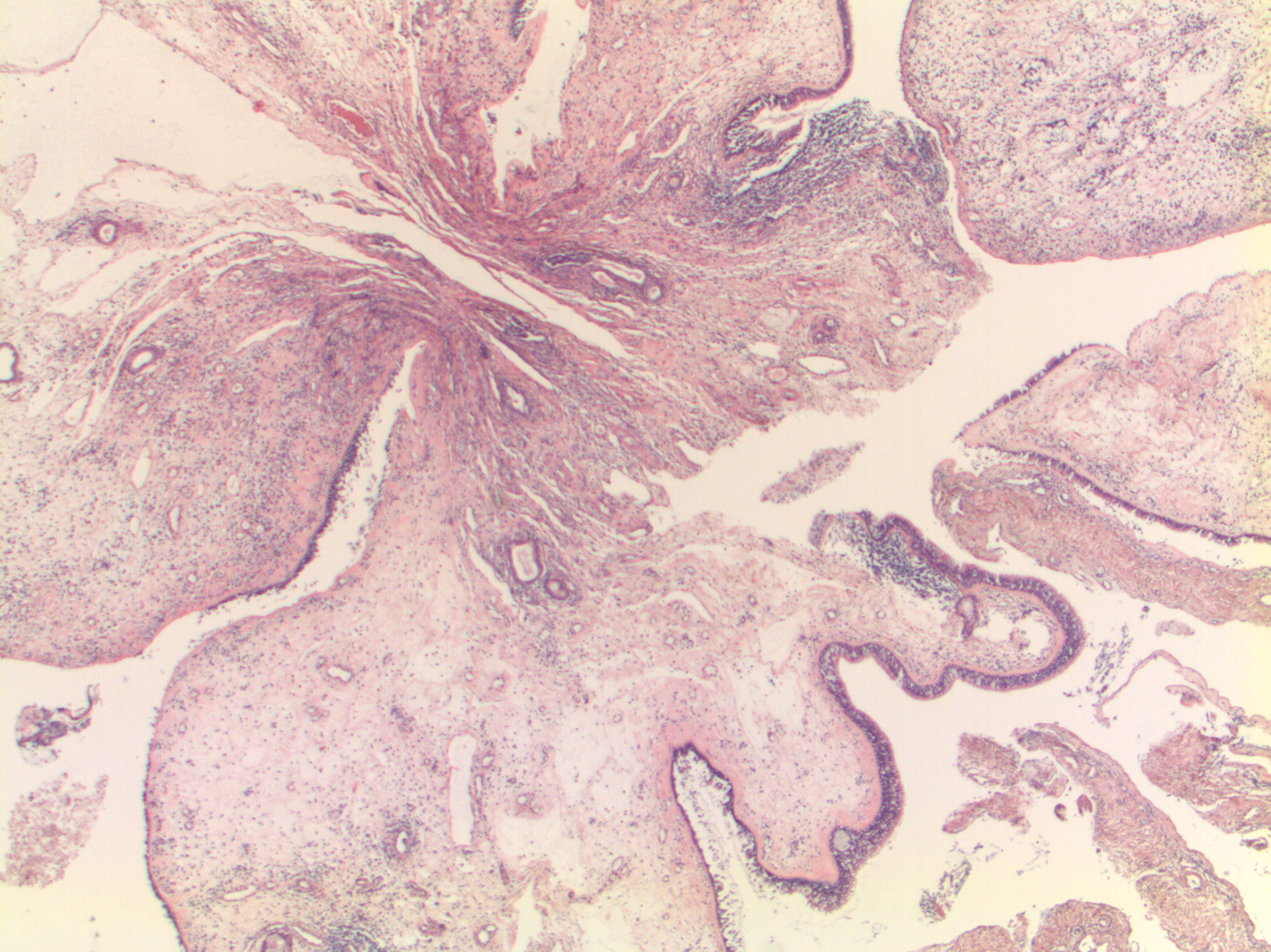
Polip nosa, powiększenie 25x, (barwienie hematoksyliną i eozyną, H-E)

Polip nosa, powiększenie 100x, (barwienie H-E)

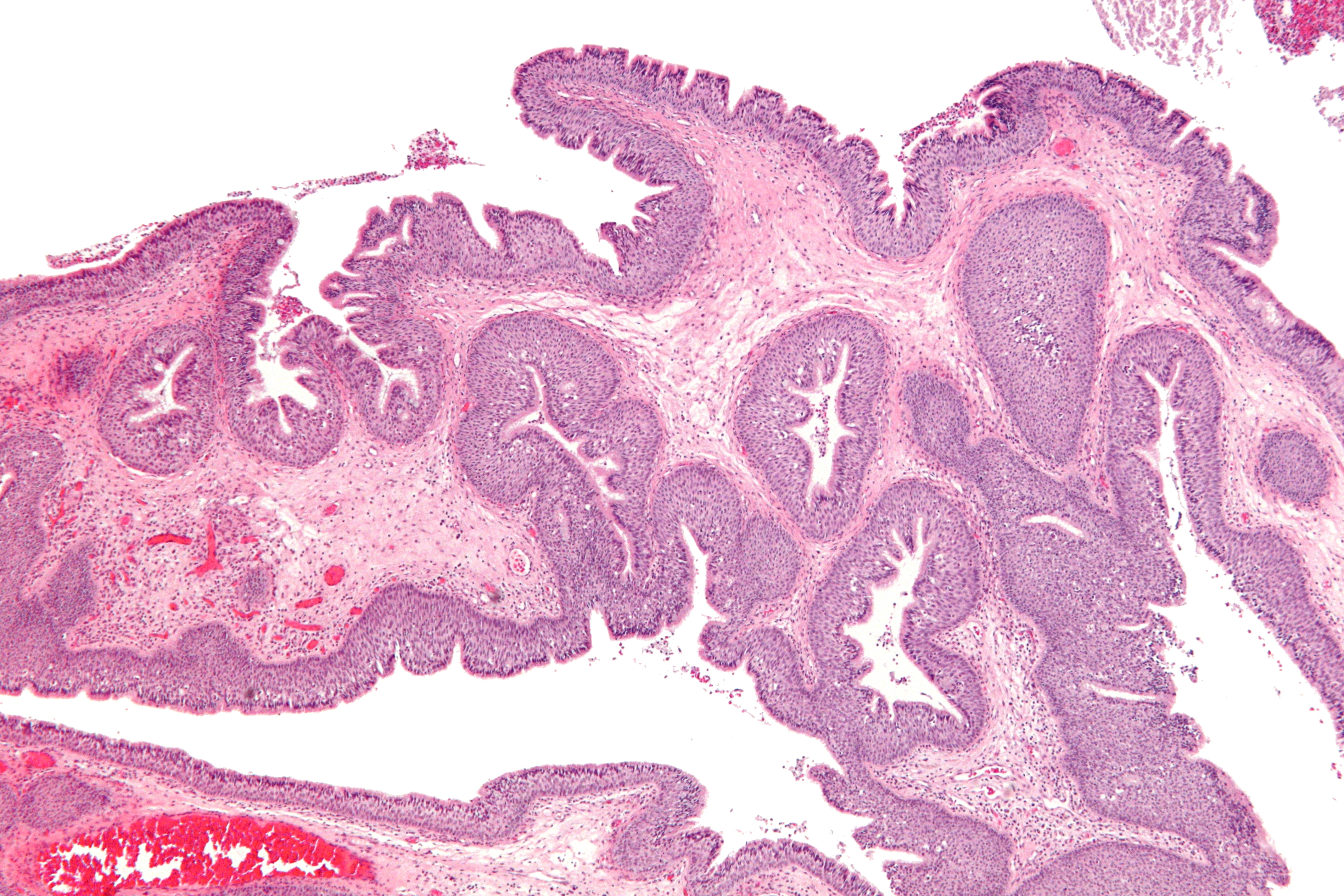
W odróżnieniu od polipa nosa, brodawczak typu nosowo-zatokowego (barwienie H-E) może mieć poważne konsekwencje.

Polipy nosa – powstają w wyniku zmian zapalnych lub alergicznych błony śluzowej nosa. Najczęściej wychodzą ze środkowego przewodu nosowego, zatok szczękowych lub sitowych. Tworzenie polipa rozpoczyna się od obrzęku błony śluzowej, rozrostu tkanki podśluzowej, gromadzenia się płynu i tworzeniem się szypuły poprzez grawitacyjne opadanie naciągniętego zdwojenia błony śluzowej wypełnionego płynem.
Objawy:
- zaburzenia drożności nosa
- zaburzenia węchu
- bóle głowy
- zmiany w głosie
- przewlekły, śluzowo-ropny nieżyt nosa

Diagnostyka:
- rynoskopia
- zdjęcie RTG zatok

Ważne jest różnicowanie z nowotworami.
Leczenie:
- chirurgiczne usunięcie zmian
- w przypadku polipów alergicznych wskazane jest typowe leczenie przeciwalergiczne
- w celu uniknięcia nawrotów polipów przez krótki czas stosuje się steroidy